# Villeneuve-d'Entraunes
Villeneuve-d'Entraunes là một xã ở tỉnh Alpes-Maritimes, vùng Provence-Alpes-Côte d'Azur ở đông nam nước Pháp.
Người dân địa phương trong tiếng Pháp gọi là Villeneuvois.

## Hành chính
| Danh sách các thị trưởng |               |                      |      |         |
| Giai đoạn                | Giai đoạn     | Tên                  | Đảng | Tư cách |
| mars 2001                | réélu en 2008 | Jean-Pierre Audibert |      |         |

## Thông tin nhân khẩu
| 1962                                           | 1968 | 1975 | 1982 | 1990 | 1999 |
| ---------------------------------------------- | ---- | ---- | ---- | ---- | ---- |
| 65                                             | 82   | 76   | 61   | 76   | 73   |
| Số liệu từ năm 1968: Dân số không tính hai lần |      |      |      |      |      |

- Villeneuve-d'Entraunes trên trang mạng của Viện địa lý quốc gia[liên kết hỏng]
- Villeneuve-d'Entraunes trên trang mạng của Insee[liên kết hỏng]
- Villeneuve-d'Entraunes trên trang mạng của Quid[liên kết hỏng]
- Localisation de Villeneuve-d'Entraunes sur une carte de France et communes limitrophes Lưu trữ ngày 23 tháng 3 năm 2006 tại Wayback Machine
- Plan de Villeneuve-d'Entraunes sur Mapquest